# Bergeronia
Bergeronia é um género botânico pertencente à família Fabaceae.
A autoridade do género é Micheli, tendo sido publicado em Mémoires de la Société de Physique et d'Histoire Naturelle de Genève 28(7): 38. 1883.